# Marquesat de Bellpuig
El Marquesat de Bellpuig és un títol nobiliari concedit el 1637 a Albertí Dameto i Quint Burguès, marquès de Torbigo. Aquest darrer títol havia estat concedit el 1625 al seu pare Albertí Dameto i Cotoner sobre els seus territoris als estats de Milà, però el 1637 fou extingit per Felip IV, el qual, a la vegada, elevà a marquesat el senyoriu de Bellpuig unes terres vinculades a la possessió de Bellpuig d'Artà que la família posseïa del segle xv ençà, quan l'havia heretat dels Vivot, els quals l'havien obtengut com a permuta amb els premonstratesos de Bellpuig de les Avellanes per unes terres que els Vivot tenien a Os de Balaguer, atès que els monjos havien tancat el monestir d'Artà. La concessió del marquesat comportà que les terres en qüestió abandonaven la jurisdicció reial; els jurats d'Artà reclamaren de continuar sota jurisdicció reial, i els fou concedit, però la resta del marquesat efectivament va estar sota jurisdicció dels marquesos de Bellpuig fins a l'abolició dels senyorius el segle xix.
Amb el casament d'Antoni Dameto i Crespí de Valldaura, fill i pare dels VI i VII marquesos de Bellpuig, amb Joana de Boixadors i Cotoner, comtessa de Peralada, vescomtessa de Rocabertí i comtessa de Savellà, aquests títols dels Rocabertí s'incorporaren a la família, que sovint emprà el cognom Rocabertí de Dameto pel fet que el comtat de Rocabertí va estar vinculat històricament a aquest llinatge. El marquesat de Bellpuig, doncs, pertangué a la casa de Dameto (família de Florença establerta a Mallorca el segle xiv) de la seva creació fins a Joana Adelaida Dameto i Verí, qui morí sense fills, i així el marquesat passà a Pere Satorras i Dameto, fill de Maria Dameto i Fuster, que pertanyia a una branca menor dels Dametos que descendia d'Antoni Dameto i Dameto, V marquès de Bellpuig. No obstant això, la família només heretà els títols, i no pas el patrimoni, que passà al seu parent més pròxim, Ferran Truyols Despuig, marquès de la Torre. Actualment el títol roman vacant, després de la mort el 2001 de Lluís d'Alforno i Satorras.

## Marquesos de Bellpuig
Aquesta és la llista dels marquesos de Bellpuig.
|        | Titular                                            | Parentiu                   | Període   |
| ------ | -------------------------------------------------- | -------------------------- | --------- |
| I      | Albertí Dameto i Quint Burguès                     | -                          | 1637-     |
| II     | Albertí Dameto i de Rocabertí                      | Net de l'anterior          | -1661     |
| III    | Pere Dameto i Espanyol                             | Fill de l'anterior         | 1661-     |
| IV     | Albertí Dameto i Espanyol                          | Germà de l'anterior        | -1727     |
| V      | Francesc Dameto i Togores                          | Nebot del II marquès       | 1727-1749 |
| VI     | Antoni Dameto i Dameto                             | Fill de l'anterior         | 1749-1805 |
| VII    | Francesc Xavier Dameto i Despuig                   | Fill de l'anterior         | 1805-1828 |
| VIII   | Francesc Xavier Rocabertí de Dameto i de Boixadors | Net de l'anterior          | 1828-1875 |
| IX     | Tomàs Dameto i Verí                                | Fill de l'anterior         | 1875-1898 |
| X      | Joana Adelaida Dameto i Verí                       | Germana de l'anterior      | 1898-1899 |
| XI     | Pere Satorras i Dameto                             | Re-rebesnét del VI marquès | 1899-     |
| XII    | Manuela Satorras i Dameto                          | Germana de l'anterior      |           |
| XIII   | Lluís Manuel d'Alforno i Satorras                  | Fill de l'anterior         | -2001     |
| Vacant |                                                    |                            |           |